# Janusz Onyszkiewicz

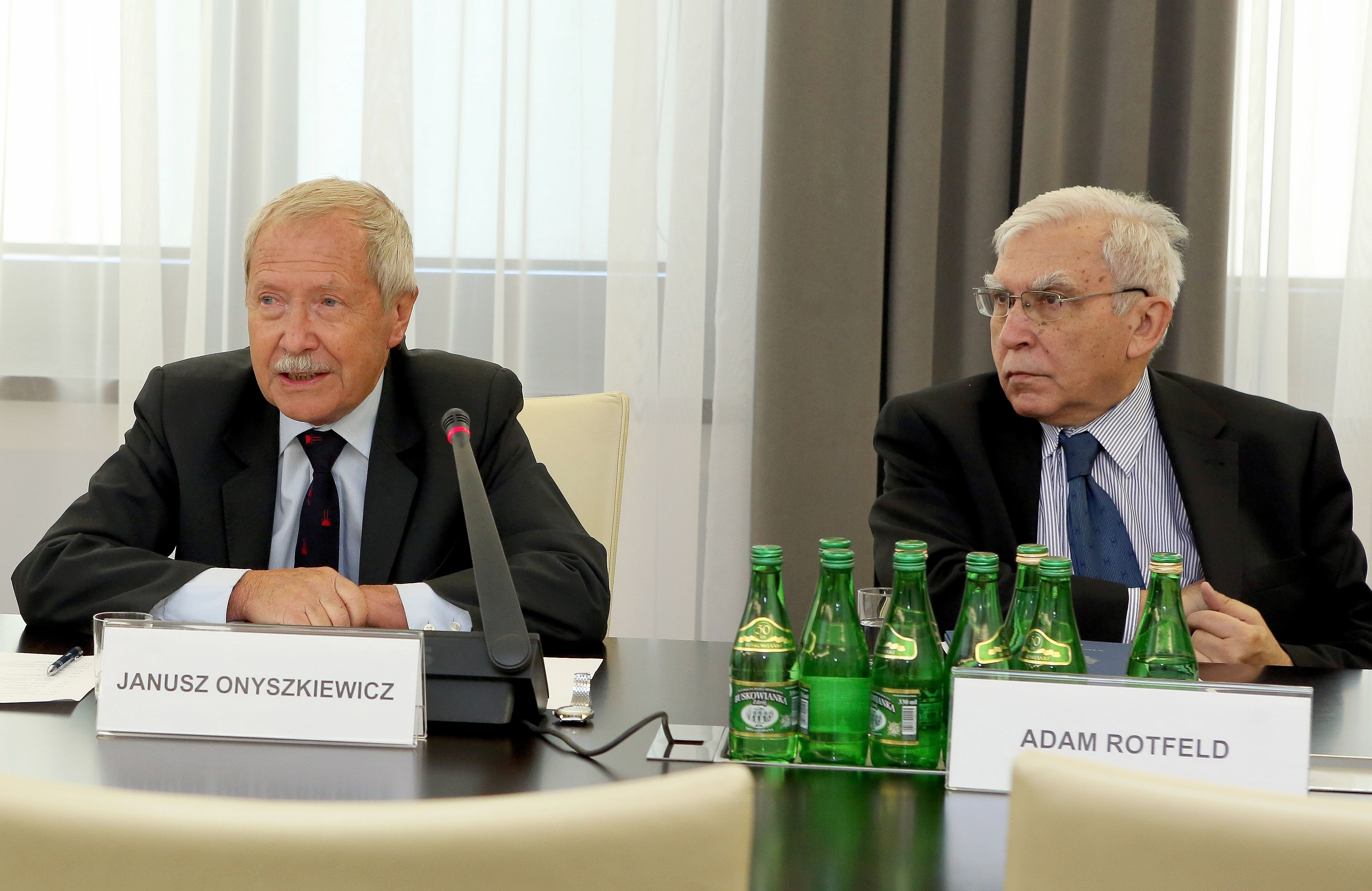
Janusz Onyszkiewicz z Adamem Rotfeldem podczas konferencji 15 lat Polski w NATO w Senacie (2014)

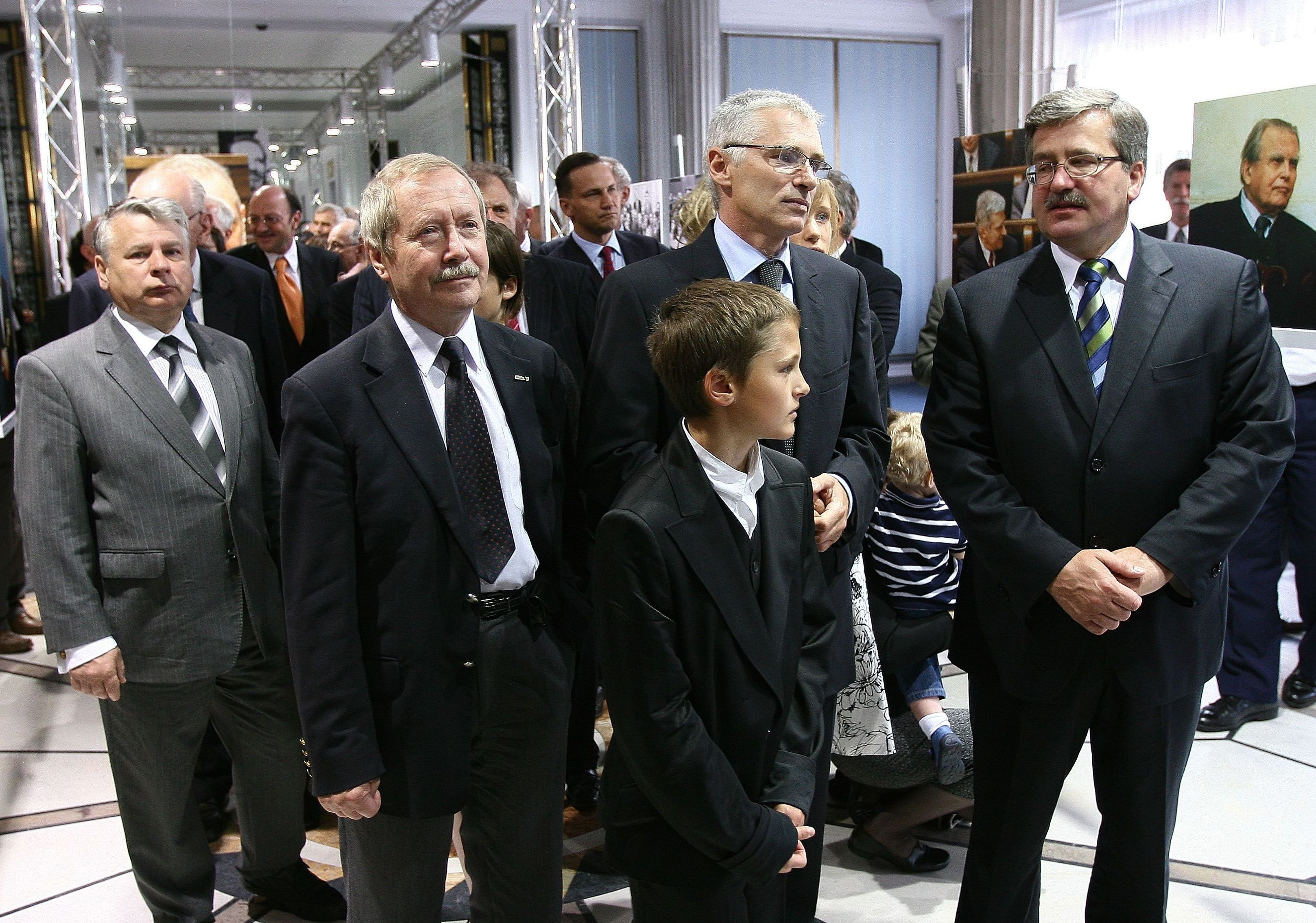
Janusz Onyszkiewicz (drugi z lewej) podczas otwarcia wystawy Bronisław Geremek – polityk wolności i solidarności w Sejmie RP (2008)

Janusz Adam Onyszkiewicz (ur. 18 grudnia 1937 we Lwowie) – polski polityk, matematyk, alpinista, himalaista i speleolog, dwukrotny minister obrony narodowej (w latach 1992–1993 i 1997–2000), poseł na Sejm X, I, II i III kadencji, deputowany do Parlamentu Europejskiego VI kadencji, od 2004 do 2007 wiceprzewodniczący PE.

## Życiorys

### Wykształcenie i praca zawodowa
W czasie II wojny światowej wraz z rodzicami przeprowadził się do Przemyśla. W 1948 zamieszkał w Warszawie.
Absolwent VI Liceum Ogólnokształcącego im. Tadeusza Reytana w Warszawie (1955). W 1960 ukończył studia na Wydziale Matematyczno-Fizycznym Uniwersytetu Warszawskiego. W latach 1959–1961 pracował na stanowisku asystenta w Instytucie Maszyn Matematycznych PAN, następnie zatrudniony na UW. W 1967 pod kierunkiem Andrzeja Stanisława Mostowskiego uzyskał stopień naukowy doktora.
W latach 1969–1980 członek Związku Nauczycielstwa Polskiego, od 1969 do 1976 był przewodniczącym jego komisji oddziałowej, pełnił też funkcję delegata do rady zakładowej ZNP na UW. Publikował artykuły naukowe z zakresu teorii mnogości i teorii modeli. Wchodził w skład rady Międzynarodowej Unii Historii i Filozofii Nauki. Wykładał gościnnie na uniwersytetach, m.in. w Wielkiej Brytanii, Francji, Szwecji i Norwegii. Wyróżniony tytułem doktora honoris causa University of Leeds. W latach 2004–2010 był członkiem rady nadzorczej banku WestLB Bank Polska.

### Działalność opozycyjna w PRL
W marcu 1968 był współorganizatorem wiecu na macierzystym wydziale. W 1972 został sygnatariuszem listu w obronie braci Jerzego i Ryszarda Kowalczyków. Od 1976 współpracownik niezależnego wydawnictwa „Aneks”, a od 1979 współpracownik Komitetu Samoobrony Społecznej „KOR”.
Latem 1980 udał się do Szczecina, gdzie odbywał się strajk, ale nie został wpuszczony do stoczni, więc wrócił do Warszawy. Był jednym z założycieli Niezależnego Samorządnego Związku Zawodowego „Solidarność” Regionu Mazowsze, a następnie członkiem jego prezydium. W listopadzie 1981 był sygnatariuszem deklaracji ideowej Klubów Rzeczypospolitej Samorządnej Wolność-Sprawiedliwość-Niepodległość.
Po wprowadzeniu stanu wojennego został internowany, zwolniono go 23 grudnia 1982. W kwietniu 1983 tymczasowo aresztowany za kierowanie nielegalnymi obchodami 40. rocznicy powstania w getcie warszawskim, osadzony został w Areszcie Śledczym w Warszawie-Mokotowie. W lipcu tego samego roku zwolniony na mocy amnestii.
Od 1986 był rzecznikiem prasowym NSZZ „S” (najpierw tajnej TKK, następnie jawnej KKW). W 1989 uczestniczył w negocjacjach Okrągłego Stołu jako rzecznik prasowy opozycji.

### Działalność publiczna w III RP
Od 1989 do 1991 był członkiem Komitetu Wykonawczego Unii Międzyparlamentarnej. Wiosną 1990 został pierwszym cywilnym wiceministrem obrony narodowej, a w 1992 sekretarzem stanu w tym resorcie. W tym samym roku objął stanowisko ministra obrony narodowej, które zajmował do 1993. Pełniąc tę funkcję uczestniczył jednocześnie w pracach waszyngtońskiej Komisji Centrum Studiów Strategicznych i Międzynarodowych. Od 31 października 1997 do 16 czerwca 2000 ponownie stał na czele MON w rządzie Jerzego Buzka.
Od 1989 do 2001 sprawował mandat posła na Sejm X, I, II i III kadencji z ramienia Komitetu Obywatelskiego „Solidarność” (w 1990 wstąpił do Ruchu Obywatelskiego Akcja Demokratyczna), Unii Demokratycznej, a następnie Unii Wolności. Pełnił funkcje wiceprzewodniczącego Komisji Obrony Narodowej, członka Komisji Spraw Zagranicznych, delegacji polskiego parlamentu do Zgromadzenia Północnoatlantyckiego Unii Zachodnioeuropejskiej, a także do Zgromadzenia Parlamentarnego Rady Europy. W 2001 nie został ponownie wybrany do Sejmu, UW nie przekroczyła progu wyborczego.
W 1994 został prezesem Stowarzyszenia Euro-Atlantyckiego. W 2004 z listy UW został wybrany na posła do Parlamentu Europejskiego VI kadencji w okręgu małopolsko-świętokrzyskim liczbą 50 155 głosów (6,37%).
Od 20 lipca 2004 do 16 stycznia 2007 zajmował stanowisko wiceprzewodniczącego Parlamentu Europejskiego z ramienia Porozumienia Liberałów i Demokratów na rzecz Europy. Objął następnie funkcję wiceprzewodniczącego Komisji Spraw Zagranicznych, był także członkiem Podkomisji Bezpieczeństwa i Obrony oraz Delegacji Białoruskiej PE. W 2009 bez powodzenia ubiegał się o reelekcję z listy komitetu Porozumienie dla Przyszłości – CentroLewica (jako kandydat Partii Demokratycznej – demokraci.pl).
Zasiadał we władzach krajowych UD i UW. 4 marca 2006 wybrano go na przewodniczącego Partii Demokratycznej – demokraci.pl, funkcję tę pełnił do 10 stycznia 2009. Od 2010 był radcą w Ministerstwie Obrony Narodowej. W maju 2016 został przewodniczącym rady politycznej PD, a pół roku później objął tę funkcję w powstałej z przekształcenia PD Unii Europejskich Demokratów. Potem został także przewodniczącym komitetu koordynacyjnego koalicji Wolność Równość Demokracja, powołanej przy Komitecie Obrony Demokracji.

### Alpinizm
Od 1957 zajmował się taternictwem, później również alpinizmem i himalaizmem. Uczestniczył w wyprawach w Himalaje, Karakorum, Hindukusz. Jako speleolog dokonał m.in. pierwszego zejścia na tzw. stare dno Jaskini Wielkiej Śnieżnej w Tatrach (1961, z Bernardem Uchmańskim i Krzysztofem Zdzitowieckim), co było ówczesnym rekordem głębokości w Tatrach. Brał udział w wyprawach speleologicznych do Związku Radzieckiego, Jugosławii, Bułgarii i Włoch.
Od 2001 do 2016 pełnił funkcję prezesa Polskiego Związku Alpinizmu.
Osiągnięcia
- 1972 – wejście na Noszak (7492 m), pierwsze przejście trawersem wszystkich wierzchołków Aspe Safed (6607 m),
- 1974 – zdobycie Piku Korżeniewskiej (7105 m) i Piku Komunizmu (7495 m),
- 1 sierpnia 1975 – częściowo nowa droga na Gaszerbrum II (8034 m), z Leszkiem Cichym i Krzysztofem Zdzitowieckim,
- 11 sierpnia 1975 – pierwsze wejście na Gaszerbrum III (7952 m), najwyższy niezdobyty wówczas szczyt świata, z żoną Alison Chadwick-Onyszkiewicz, Wandą Rutkiewicz i Krzysztofem Zdzitowieckim,
- 1976 – udział w polskiej wyprawie narodowej na K2, osiągnięcie wysokości 7670 m.

## Życie prywatne
Pochodzi z rodziny pieczętującej się herbem Jacyna. Jego pierwsza żona, Witosława Boretti-Onyszkiewicz (córka Witolda Borettiego), zginęła w 1967 przy wycofywaniu się z jaskini w Gruzji. Jego druga żona, Alison Chadwick-Onyszkiewicz, zginęła w 1978 podczas ataku szczytowego na Annapurnę. Janusz Onyszkiewicz ożenił się po raz trzeci – z Joanną Jaraczewską, wnuczką Józefa Piłsudskiego. Ma pięcioro dzieci. Znany z wykorzystywania roweru jako podstawowego środka transportu.

## Odznaczenia
- Krzyż Komandorski Orderu Odrodzenia Polski – 2011[13]
- Odznaka pamiątkowa Ministerstwa Obrony Narodowej – 1998, ex officio
- Wielki Krzyż Komandorski Orderu Wielkiego Księcia Giedymina – Litwa, 1999[14]
- Order Krzyża Ziemi Maryjnej II klasy – Estonia, 2013[15][16]
- Legia Honorowa IV klasy (Francja, 2016)[17]
- Order Wschodzącego Słońca III klasy (Japonia, 2019)[18]
- Medal im. Manfreda Wörnera – Niemcy, 1999